# 杨之赋
杨之赋（？—？），湖北应山（今湖北广水）人，是一名清朝政治人物。贡生出身。
杨之赋曾于1645年接替万逵任嘉定县知县一职，1646年由唐瑾接任。